# 烏丸光亨

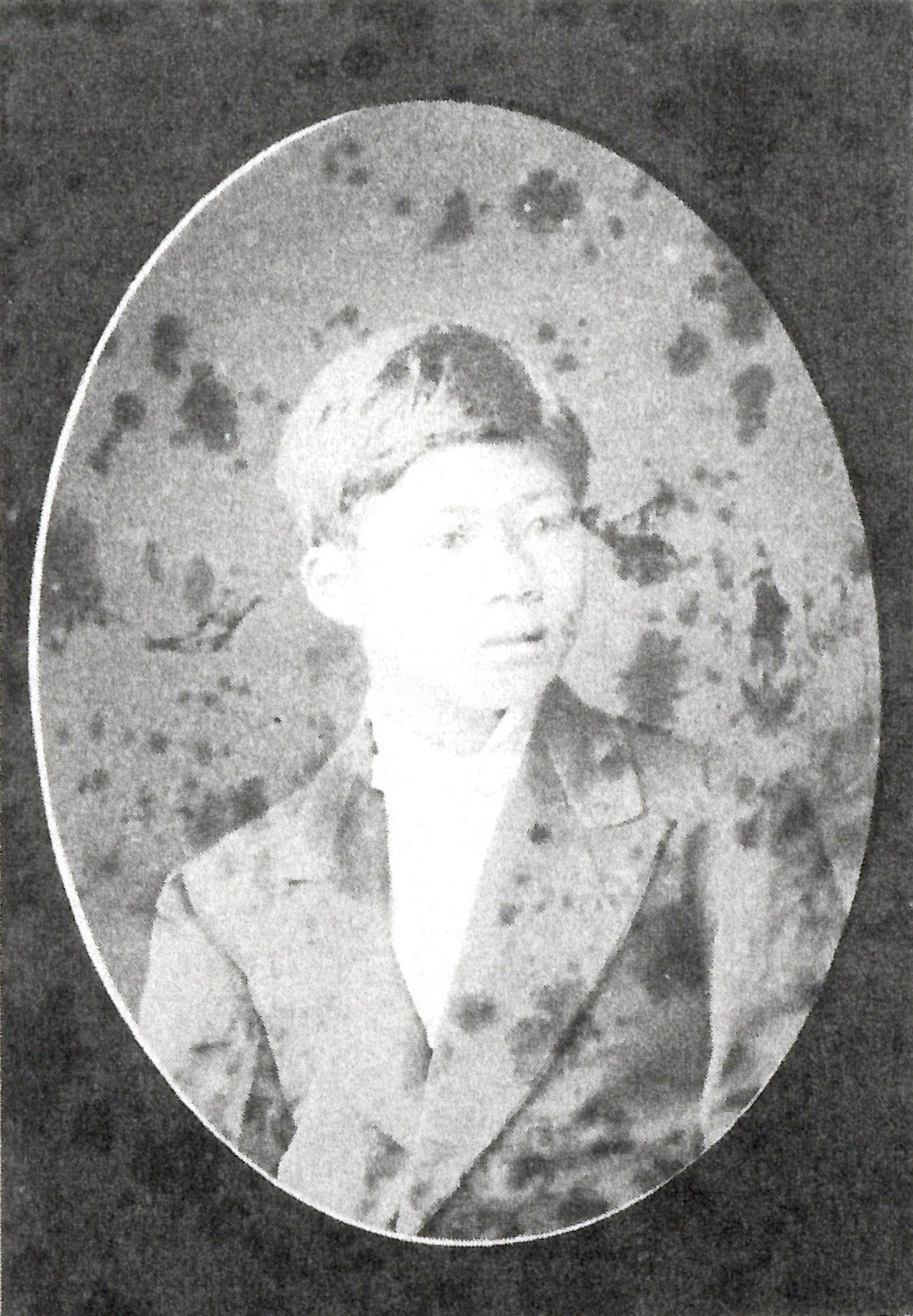
烏丸光亨

烏丸 光亨（からすまる みつゆき、1865年3月4日（元治2年2月7日）- 1909年（明治42年）12月9日）は、幕末の公家、明治期の華族。伯爵、幼名・紀伊佐丸、旧名・亨二郎。

## 経歴
山城国京都（現京都市上京区）で、公家・烏丸光徳の二男として生まれる。慶応3年8月26日（1867年9月23日）従五位下に叙され、明治3年1月12日（1870年2月12日）に修学中として願いにより辞した。
父の死去に伴い、1873年10月13日に家督を継承。1884年7月7日、伯爵を叙爵した。奇抜な行動で知られ「華族中の奇人」と称されたものの詩文や書に才能を発揮したという。実業界に入った。
1909年12月、日本赤十字社病院で肝臓癌により死去した。

## 著作
校閲
- 東光庵晋哉著『運勢学秘事全集皆伝 : 禍福大鑑 占秘録』天真館、1910年。

## 親族
- 母 久世隨姫（よりひめ、久世通理三女）[1][2]
- 妻 烏丸操子（みさこ、勘解由小路資生六女）[1][3]
- 長男 烏丸光大（伯爵、掌典）[1][3]妻は池田詮政の次女。その娘・紀子の夫は佐々木八十八の三男迪怜。
- 長女 烏丸花子（権掌侍。烏丸尊弘の妻）[1][3]　入婿の尊弘（1878年生）は、富山県出身の灸術師（前仏角平の二男）で、家伝の灸術を研究した[7]。娘婿に男爵島津長丸の長男・忠丸、築地の魚商・田口辰三の長男・篤一郎[8]。
- 三男 七条光明（七条信義養子）[1][3]